# Enceinte circulaire de la Couillardière
L'enceinte circulaire de la Couillardière est un ancien château à motte qui se dresse sur le territoire de la commune française de Rânes, dans le département de l’Orne, en région Normandie.

## Localisation
La motte est située au lieudit la Couillardière, dans le département français de l'Orne.

## Historique
L'enceinte est datée du XIe et XIIe siècles.

## Description
Motte double fossoyée,. L'enceinte mesure 19 m de diamètre et la basse-cour est conservée.

## Protection
L'enceinte, à l'exception de son fossé en partie comblé est inscrite au titre des monuments historiques par arrêté du 6 septembre 1994.